# Nomic
Nomic és un joc creat el 1982 pel filòsof Peter Suber en el qual les regles del joc inclouen mecanismes per tal que els jugadors puguin canviar les regles, en general mitjançant un sistema de votació democràtica.
| «                                            | (anglès) Nomic is a game in which changing the rules is a move. In that respect it differs from almost every other game. The primary activity of Nomic is proposing changes in the rules, debating the wisdom of changing them in that way, voting on the changes, deciding what can and cannot be done afterwards, and doing it. Even this core of the game, of course, can be changed. | (català) Nomic és un joc en el qual canviar les regles és un moviment. En aquest sentit es diferencia de gairebé qualsevol altre joc. L'activitat principal en el Nomic consisteix en proposar canvis a les regles, debatre la conveniències de canviar-les d'aquesta forma, votar els canvis, decidir què es pot fer i què no després, i fer-ho. Fins i tot aquest nucli del joc, evidentment, pot ser canviat. | » |
| — Peter Suber, The Paradox of Self-Amendment | | |   |

Nomic es refereix de fet a un gran nombre de jocs basats en el conjunt de regles inicial presentat per Peter Suber en el seu llibre The Paradox of Self-Amendment, publicat originalment a la columna Metamagical Themas de Douglas Hofstadter de la revista de divulgació Scientific American el juny de 1982 i que presentava el llibre de Suber, aleshores a punt de ser publicat. El joc segueix en certa manera el model de govern dels sistemes moderns. Demostra que, en qualsevol sistema en què els canvis de regles són possibles, pot sorgir una situació en què les lleis resultants són contradictòries o insuficients per determinar el que és de fet legal. Precisament, el nom del joc s'origina de νόμος (nomos), del grec "llei", pel fet que modelitza i exposa qüestions conceptuals sobre el sistema legal i els problemes de la interpretació legal.
Si bé la condició de la victòria en el conjunt de regles inicial de Suber és l'acumulació de 100 punts resultants de la tirada de daus, l'autor digué una vegada que "aquesta regla és deliberadament avorrida, per tal que els jugadors la modifiquin ràpidament per a la seva satisfacció". Els jugadors poden canviar les regles fins al punt de convertir la puntuació del joc en irrellevant, fent en canvi que es tracti per exemple d'una moneda vertadera, o fer que la victòria deixi de ser important en el joc. Qualsevol regla del joc es pot canviar, incloent les regles que especifiquen els criteris per guanyar i fins i tot la regla segons la qual les regles han de ser obeïdes. Qualsevol escletxa en el conjunt de regles, però, pot permetre al primer jugador que la descobreixi d'utilitzar-la per a benefici propi, modificant per exemple les regles per a guanyar la partida. Per a complicar aquest procés, el conjunt de regles inicial de Suber permet la designació de jutges per prendre decisions sobre la interpretació de les regles.

## Funcionament del joc
El joc es pot jugar cara a cara, amb tants apunts escrits com calgui, o per qualsevol mitjà o combinació de mitjans d'Internet (típicament, utilitzant una llista de correu arxivat o un fòrum d'Internet).
Inicialment, el funcionament del joc és en torns que utilitzen consecutivament els jugadors en sentit horari. En cada torn, el jugador proposa un canvi de regles que tots els altres jugadors han de votar i, a continuació, es tira un dau per determinar el nombre de punts que se sumen a la seva puntuació. Si s'aprova el canvi de les regles, aquest canvi entra en vigor al final del torn. Qualsevol regla es pot canviar amb diferents graus de dificultat, incloent les regles bàsiques del mateix joc. D'aquesta manera, el joc pot canviar ràpidament.
En el conjunt de regles inicial de Suber, les regles es divideixen en dos tipus: mutables i immutables. La principal diferència entre aquests dos tipus és que les regles immutables s'han de transformar en regles mutables abans que puguin ser modificades o eliminades. Aquest procés s'anomena transmutació. A més, les regles immutables també tenen precedència sobre les mutables. Un canvi de regla pot ser:
- l'addició d'una nova regla mutable
- una esmena a una regla mutable
- la derogació d'una regla mutable
- la transmutació d'una regla de mutable a immutable
- o la transmutació d'una regla immutable a mutable

Hi ha conjunts de regles inicials alternatius per a jugar per Internet o per correu, en els quals els torns se succeeixen en ordre alfabètic del cognom del jugador, i els punts obtinguts es basen en l'èxit del canvi de regla proposat en lloc d'en una tirada de daus a l'atzar.

## Variacions
No només tots els aspectes de les normes es poden alterar d'alguna manera en el transcurs d'una partida de Nomic, sinó que també hi ha nombroses variants inicials: algunes que tenen temes, comencen amb una sola regla, o comencen amb un sistema dictatorial en lloc d'un procés democràtic per validar regles. D'altres combinen Nomic amb un joc existent (com per exemple el Monopoly o els escacs). Hi ha fins i tot una versió en què els jugadors són altres Nomic. Alguns versions encara més inusual consisteixen en un conjunt de regles ocultes als jugadors, o en què els canvis no són sotmesos a votació sinó que el joc es divideix en dos sub-jocs, un amb la regla, i l'altre sense ella.
Les versions en línia sovint tenen conjunts de regles inicials on el joc es desenvolupa per torns, sinó que el jugadors poden proposar canvis en les regles en qualsevol moment.

## Joc en línia
El Nomic és especialment adequat per a ser jugat en línia, de manera que totes les propostes i normes es poden compartir en pàgines web o arxius de correu electrònic per a facilitar-ne la consulta. Aquests jocs Nomic poden arribar a durar molt de temps: Agora, per exemple, ha estat funcionant des de 1993. La longevitat dels jocs pot suposar un greu problema, ja que els conjunts de regles poden créixer fins a esdevenir tan complexos que els jugadors no els entenguin plenament i jugadors potencials siguin dissuadits d'incorporar-se a la partida. Un dels jocs actualment actius, BlogNomic, evita aquest problema dividint el joc en "dinasties", de manera que cada vegada que algú guanya comença una nova dinastia i totes les regles, excepte unes poques d'especials, queden derogades. Això fa el joc relativament simple i accessible. Nomicron (avui desaparegut) va ser similar, ja que tenia rondes; quan un jugador guanyava una ronda, es feia una convenció per planificar la següent ronda. Un nou joc de Nomic a reddit, anomenat nommit, utilitza un mecanisme similar inspirat en el sistema de Nomicron
Una altra faceta del Nomic és com l'aplicació de les normes afecta la forma en què el joc funciona. ThermodyNomic, per exemple, tenia un conjunt de regles en què els canvis de regles es consideraven amb cura abans de ser aplicats, i rarament es van introduir regles que oferissin escapatòries que els jugadors poguessin explotar. B Nomic, en canvi, va ser descrit una vegada per un dels seus propis jugadors com "l'equivalent a llançar granades de mà lògiques".
Aquesta és essencialment la diferenciació entre els jocs "de procediment", on l'objectiu (reconegut o no) és portar el conjunt de regles a una condició paradoxal (ja que sovint un jugador que no pot fer cap moviment guanya), i els jocs "substantius", que tracten d'evitar la paradoxa i recompensen amb la victòria quan s'assoleixen determinats objectius, com ara l'obtenció d'un determinat nombre de punts.